# Fuchsia macrostigma
Fuchsia macrostigma är en dunörtsväxtart som beskrevs av George Bentham. Fuchsia macrostigma ingår i släktet fuchsior, och familjen dunörtsväxter. Inga underarter finns listade i Catalogue of Life.